# TAF10
TAF10 (англ. TATA-box binding protein associated factor 10) – білок, який кодується однойменним геном, розташованим у людей на короткому плечі 11-ї хромосоми. Довжина поліпептидного ланцюга білка становить 218 амінокислот, а молекулярна маса — 21 711.
| 10         |  | 20         |  | 30         |  | 40         |  | 50         |
| ---------- |  | ---------- |  | ---------- |  | ---------- |  | ---------- |
| MSCSGSGADP |  | EAAPASAASA |  | PGPAPPVSAP |  | AALPSSTAAE |  | NKASPAGTAG |
| GPGAGAAAGG |  | TGPLAARAGE |  | PAERRGAAPV |  | SAGGAAPPEG |  | AISNGVYVLP |
| SAANGDVKPV |  | VSSTPLVDFL |  | MQLEDYTPTI |  | PDAVTGYYLN |  | RAGFEASDPR |
| IIRLISLAAQ |  | KFISDIANDA |  | LQHCKMKGTA |  | SGSSRSKSKD |  | RKYTLTMEDL |
| TPALSEYGIN |  | VKKPHYFT   |  |            |  |            |  |            |

A: Аланін

C: Цистеїн

D: Аспарагінова кислота

E: Глутамінова кислота

F: Фенілаланін

G: Гліцин

H: Гістидин

I: Ізолейцин

K: Лізин

L: Лейцин

M: Метіонін

N: Аспарагін

P: Пролін

Q: Глутамін

R: Аргінін

S: Серин

T: Треонін

V: Валін

Кодований геном білок за функцією належить до фосфопротеїнів. 
Задіяний у таких біологічних процесах, як транскрипція, регуляція транскрипції, ацетилювання. 
Локалізований у ядрі.